# مانفريد يونغ
مانفريد يونغ (بالألمانية: Manfred Jung)‏ هو موزع ومغني ومغني أوبرا ألماني، ولد في 9 يوليو 1940 في أوبرهاوزن في ألمانيا، وتوفي في 14 أبريل 2017 في إسن في ألمانيا.

## وصلات خارجية
- مانفريد يونغ على موقع IMDb (الإنجليزية)
- مانفريد يونغ على موقع ميوزك برينز (الإنجليزية)
- مانفريد يونغ على موقع ديسكوغز (الإنجليزية)
- مانفريد يونغ على موقع قاعدة بيانات الفيلم (الإنجليزية)